# Lingua podlachiana
La lingua podlachiana o podlachia (in polacco pudlaśka mova) è una lingua slava orientale a riconoscimento limitato, parlata dagli abitanti del Voivodato della Podlachia, in Polonia, e in alcune regioni dell'Ucraina e della Bielorussia.

## Origini
I dialetti slavi orientali della Podlachia, nati tra i fiumi Narew e Bug, sono percepiti in modo diverso dai loro parlanti nativi. Secondo una stima effettuata da Jan Maksymiuk, autore di un progetto di standardizzazione della lingua podlachiana, sulla base del censimento del 2002 in Polonia, circa 32.000 persone in Podlachia, che dichiaravano un'etnia bielorussa, identificavano questi dialetti come bielorussi. Allo stesso tempo, circa 1.500 parlanti che si identificano come di origine etnica ucraina descrivevano gli stessi dialetti come ucraini. Lo stesso Maksymiuk, nato in Podlachia e identificatosi di origine bielorussa, considera la lingua una periferia dialettale dell'ucraino. Sostiene anche che lo standard linguistico podlachiano da lui proposto è "lessicalmente, fonologicamente e morfologicamente più distante dallo standard letterario ucraino rispetto, ad esempio, alla lingua lemko in Polonia o alla lingua russina in Slovacchia".
Il termine "lingua podlachiana" come nome per una lingua scritta standardizzata, è stato utilizzato per la prima volta da Jan Maksymiuk nel numero di aprile 2005 della rivista mensile Czasopis. In precedenza, nel numero di febbraio di tale rivista, lo stesso Maksymiuk aveva annunciato che avrebbe utilizzato un alfabeto latino modificato per il suo sistema di scrittura podlachiano. Fu ispirato a iniziare il suo progetto ortografico dalla tesi di dottorato del 1977 "Il vocabolario del villaggio di Kuraszewo vicino a Hajnówka" scritta dal filologo Jan Pietruczuk, sotto la supervisione del noto slavista polacco Michał Łesiów.

## Distribuzione geografica
I dialetti presi come base per lo sviluppo dell'ortografia e della grammatica standardizzata si trovano in tre distretti (in polacco powiat) del voivodato della Podlachia: Bielsk, Hajnówka e Siemiatycze. Nei comuni rurali (in polacco gmina wiejska) in cui, secondo il censimento del 2002, i bielorussi costituivano una maggioranza o una percentuale significativa dei loro abitanti includono: Czyże (88,8%), Dubicze Cerkiewne (81,3%), Orla (68,9%), Hajnówka (64,9%), Narew (49,2%), Narewka (47,3%), Bielsk Podlaski (46,7%), Kleszczele (41,8%), Czeremcha (28,7%), Nurzec-Stacja (16,4%), Milejczyce (13,1%), Białowieża (11,5%). Nelle tre città distrettuali, la percentuale di bielorussi dichiarata nel 2002 era la seguente: Hajnówka (26,4%), Bielsk Podlaski (20,7%), Siemiatycze (1,5%).
Lo standard scritto del Podlachiano si basa su dialetti slavi orientali nelle comuni di Narew, Czyże, Bielsk, Hajnówka (parte settentrionale), Boćki, Siemiatycze, Milejczyce (parte occidentale), Nurzec-Stacja (parte occidentale), che sono caratterizzati dalla palatalizzazione delle consonanti dentali prima della [i] etimologica e dalla presenza di tre dittonghi: [uo], [ɨe], [ie]. Questo significa che il sistema scritto standardizzato si basa sulle varietà di lingua con pronunce come [xodjitji], [zjima], [sjiɫa], [kuonj], [rɨeʒe], [sjiem]. Nelle comuni di Orla, Dubicze Cerkiewne, Kleszczele e Czeremcha le pronunce prevalenti sono [xodɨtɨ], [zɨma], [sɨɫa], [kjinj], [rjiʒe], [sjim] e sono state escluse dal progetto di standardizzazione del Podlachiano ideato da Maksymiuk.

## Ortografia
L'alfabeto podlachiano sviluppato da Maksymiuk è modellato sul cosiddetto alfabeto latino bielorusso (in cirillico: беларуская лацінка?, traslitterato: Belaruskaja lacinka): un sistema ortografico latino che è stato utilizzato sporadicamente negli ultimi cento anni per traslitterare la lingua bielorussa. L'autore dello standard scritto podlachiano ha aggiunto quattro grafemi per rappresentare in scrittura i suoni specifici podlachiani che non appaiono nel bielorusso: ê, ô, ď, ť.
La corrispondenza tra i fonemi podlachiani e i grafemi è la seguente: [i] – i, [ɨ] – y, [u] – u, [ie] – iê, [ɨe] – ê, [uo] – ô, [e] – e, [o] – o; [a] – a; [p] – p, [b] – b, [f] – f, [v] – v, [m] – m, [n] – n, [nj] – ń, [t] – t, [d] – d, [tj] – ť, [dj] – ď, [ǳ] – dz, [ǳj] – dź, [ts] – c, [tsj] – ć, [s] – s, [sj] – ś, [z] – z, [zj] – ź, [l] – l, [ɫ] – ł, [ʃ] – š, [ʒ] – ž, [tʃ] – č, [dʒ] – dž, [r] – r, [j] – j, [k] – k, [g] – g, [x] – ch, [ɣ] – h.
Il suddetto insieme di grafemi è stato integrato con i simboli q, x, w per rappresentare in podlachiano nomi propri stranieri che utilizzano queste lettere.
Pertanto, l'alfabeto podlachiano consiste di 43 grafemi, 5 dei quali sono digrafi: A a, B b, C c, Ć ć, Č č, D d, Dz dz, Dź dż, Dž dž, Ď ď, E e, Ê ê, F f, G g, H h, Ch ch, I i, IÊ iê, J j, K k, L l, Ł ł, M m, N n, Ń ń, O o, Ô ô, P p, Q q, R r, S s, Ś ś, Š š, T t, Ť ť, U u, V v, W w, X x, Y y, Z z, Ź ź, Ž ž.

### Irregolarità ortografiche

#### Palatalizzazione delle consonanti
La palatalizzazione nel podlachiano, così come nel polacco, è indicata inserendo la i tra la consonante palatalizzata e la vocale successiva: biêły, jiciê, jiciom, diuha, dziavkati, dziubak, giez, hieroj, niuch, spotkanie, niôs, sioło, porosia, kołôsie, tiota, ziachati.
Se la consonante palatalizzata è seguita da un'altra consonante o si trova in posizione finale, allora, similmente alla lingua polacca, viene usato un simbolo con un segno diacritico: ń, ś, ź, ć, ť, ď. Esempi: kôń, łôńśki, ôśka, maź, kuneć, ťma, miêď.
L'alfabeto podlachiano, come quello latino bielorusso, utilizza il simbolo [ł] per una consonante laterale dentale-alveolare e il simbolo l per il suo compagno palatalizzato. Sebbene il simbolo [l] rappresenti una consonante palatalizzata, Jan Maksymiuk ha adottato la convenzione ortografica in cui il grafema i è inserito tra l e il dittongo ê. Esempi: liês (non: lês), liêto (non: lêto), pliêška (non: plêška). Se la consonante [lj] è seguita da una vocale o si trova in posizione finale, il grafema i non viene utilizzato: ležati, lis, lôd, lakati, lubiti, môl.
Una metodologia simile viene utilizzata per la notazione della consonante [j] che precede il dittongo ê: jiêsti (non jêsti), jiêchati (non jêchati).

#### Semivocale [w] e fonemi [v], [u]
La vocale podlachiana [u] in sillabe non accentate può alternare nel parlato con la semivocale [w] o la consonante [v] senza influenzare il significato di una parola. Anche se non c'è coerenza in questa alternanza nei dialetti podlachiani, l'ortografia standardizzata la regolarizza ponendo il grafema [u] all'inizio assoluto di una frase, dopo una pausa o dopo una consonante. Il grafema [v] è scritto dopo una vocale o prima di una consonante, sia all'interno di una parola che al confine di una parola. L'ortografia standardizzata rappresenta la semivocale [w] nella scrittura come u o v secondo le regole sopra menzionate. Esempi: vona vmiêje, Kola vkrav, stary včytel, vôn umiêje, susiêd ukrav, pohovoryv z učytelom, uže pryjšli, učora zadoščyło, byv u liêsi, chołod u pohrebi, žyła v Varšavi, mjahko v posteli, u Pôlščy, u kišeni, davni, povny, machav, siêv.

#### Iotazione
Nel podlachiano, la consonante [j] può apparire facoltativamente prima della vocale [i] all'inizio di una parola o all'interno di essa dopo una sillaba aperta. In alcuni casi, la iotazione è indicata nella scrittura: jich, jim, jichni, jijiê, Ukrajina, krojiti, bojisko, mojich, svojich, odnoji, druhoji; tuttavia, per la stragrande maggioranza delle parole podlachiane che iniziano con [i], la iotazione non è riprodotta per iscritto: ihołka, ihra, ikona, ikra, inačej, inžyniêr, iskra, iti, izolacija.
La iotazione si verifica anche prima di altre vocali (ô, iê, a, u, e) dopo le consonanti v, b, m, p, e in questi casi è obbligatorio scrivere la [j]: vjôv, sołovjiê, vjazati, vju, vje, vorobjiê, žerebja, bju, bje, mjav, mjôv, beremje, pjôk, pjatnicia, pju, pje.

## Esempio di testo podlachiano nell'ortografia standardizzata
(Halina Maksymiuk, Tiêlśk, Knorozy, Ploski (i inšy vjoski))

## Differenza tra podlachiano ed ucraino
- Il podlachiano ha 39 fonemi (8 vocali e 31 consonanti), mentre l'ucraino ha 38 fonemi (6 vocali e 32 consonanti). L'inventario fonemico podlachiano include i dittonghi [uo] e [ie]/[ɨe] che non si trovano in ucraino. L'ucraino, invece, ha il fonema [rj] che non appare nel podlachiano.

- L'ikavismo [uk] a, uno dei fenomeni fonologici più caratteristici della lingua ucraina, non si verifica nel podlachiano nelle sillabe accentate e appare solo raramente in quelle non accentate. Esempi della mancanza di ikavismo nelle sillabe accentate: kôń (ucr. кінь), zôrka (зірка), miêsto (місто), diêd (дід). Esempi della mancanza di ikavismo nelle sillabe non accentate: kunéć (кінець), nučliêh (нічліг), pudvestí (підвести), čóbut (чобіт). Esempi della rara occorrenza di ikavismo nelle sillabe non accentate: pisók (пісок), svitíti (світити), simjá (сім’я).

- Le consonanti [b], [p], [v], [d], [t], [m], [z], [s] prima dell'etimologico [i] non sono palatalizzate in ucraino, mentre nel podlachiano vengono pronunciate come palatali: biti (бити), piti (пити), vidno (видно), divo (диво), ticho (тихо), miska (миска), zima (зима), siła (сила).

- Il podlachiano non ha le consonanti doppie [lj], [nj], [tj], [dj], [sj], [zj], [ʃ], [ʒ], [tʃ] come avviene in ucraino: весілля (podlachiano: vesiêle), хотіння (chotiênie), бриття (brytie), груддю (hrudieju), Полісся (Poliêsie), маззю (mazieju), Підляшшя (Pudlaše), Запоріжжя (Zaporôže), заріччя (zarêče).

- La consonante [g] nel podlachiano è molto più comune rispetto all'ucraino. Esempi di conservazione della consonante [g] nei dialetti podlachiani: basałyga, čemergies, galoš, gandoryti, ganok, gaznik, giegnuti, grunt, gudziati, gula, gałušyti, kolega, ogaračyti, vagovati.

- Nel podlachiano le desinenze degli aggettivi di genere femminile e neutro sono di due tipi: o non accentate e brevi (biêła, biêłe, vysóka, vysókie) o accentate e lunghe (chudája, chudóje, małája, małóje). In ucraino tutte le desinenze degli aggettivi femminili e neutri sono brevi, indipendentemente dalla posizione dell'accento: бíла, бíле, висóка, висóке, худá, худé, малá, малé.

- Il participio presente podlachiano ha i suffissi -uščy, -iuščy, -aščy, -iaščy (rostuščy, smerdiuščy, movčaščy, chodiaščy), mentre quello ucraino ha le desinenze -учий, -ючий, -ачий, -ячий (несучий, оновлюючий, дрижачий, киплячий).

- I dialetti locali podlachiani hanno conservato il numero grammaticale duale fino ai giorni nostri per un certo numero di nomi femminili e neutri. Il duale podlachiano, che presenta forme diverse dal plurale podlachiano nei casi nominativo e accusativo, si verifica con i numerali dviê, try, štyry: kovbasiê (plurale: kovbásy), kosiê (plurale: kósy), kolasiê (plurale: kolósa), liciê (plurale: lícia), liêti (plurale: litá), okniê (plurale: ókna), koliêni (plurale: koliná), seliê (plurale: séła), koliêno/koliêni (plurale: koliná); sviáto/sviáti (plurale: sviatá). Tali forme duali non esistono in ucraino. Diverse forme di duale sono inoltre notate per un certo numero di nomi maschili, femminili e neutri nel caso strumentale: chłopcíma (plurale: chłópciami), sviníma (svíniami), hrošýma (hróšami). Tali forme morfologiche con i suffissi accentati -íma (-ýma) non appaiono in ucraino.

Utilizzando i metodi di glottocronologia sviluppati dal linguista statunitense Morris Swadesh (e successivamente modificati dal linguista russo Sergej Starostin), Jan Maksymiuk ha tentato di stimare il momento in cui il podlachiano e l'ucraino si sono divisi. Secondo i suoi calcoli, ciò potrebbe essere avvenuto tra il 1350 e il 1450. Ha commentato questo risultato come segue:
(Jan Maksymiuk, Svoja.org)

## Letteratura
I testi in podlachiano sono attualmente pubblicati in riviste della minoranza bielorussa, come il mensile Czasopis e l'annuale Bielski Hostineć, oltre che in Nad Buhom i Narwoju, un bimestrale della minoranza ucraina nella Podlachia. I testi sono pubblicati in varie ortografie che utilizzano sia caratteri cirillici che latini. Una revisione delle diverse variazioni ortografiche in Podlachia e la loro valutazione possono essere trovate negli articoli di Jan Maksymiuk pubblicati su Cambridge Scholars Publishing e Peter Lang. Secondo Maksymiuk, il primo autore che ha iniziato a utilizzare il podlachiano per scopi letterari è stato l'etnografo, folklorista e scrittore ucraino-bielorusso Mikołaj Jańczuk (1859-1921), nato nel villaggio di Kornica nella regione storica della Podlachia (ora Stara Kornica nel Voivodato della Masovia).
Gli autori contemporanei che scrivono in podlachiano includono Doroteusz Fionik (editore di Bielski Hostineć), Jerzy Hawryluk (editore di Nad Buhom i Narwoju), Jan Maksymiuk (cofondatore e editore del sito web Svoja.org dedicato alla lingua podlachiana), Aleksander Maksymiuk (cofondatore e amministratore del sito Svoja.org), Wiktor Stachwiuk, Zoja Saczko, Halina Maksymiuk e Barbara Goralczuk. In vari periodi del passato, testi letterari in dialetti podlachiani sono stati pubblicati da Irena Borowik, Jan Kiryziuk, Eugenia Żabińska e Justyna Korolko.
Negli ultimi anni sono stati pubblicati una dozzina di libri in podlachiano, tra cui: una raccolta di poesie di Zoja Saczko intitolata Poká, due raccolte di memorie di Halina Maksymiuk, Biêlśk, Knorozy, Ploski (i inšy vjoski) e Môj čeśki film; due raccolte di saggi storici di Doroteusz Fionik, Miesta v historyji i kul'tury pudl'ašskich bielorusuv e Beženstvo - Doroha i povorty 1915-1922, e una biografia, Jaroslav Vasil'evič Kostycjevič, due raccolte di fiabe tradotte da Jan Maksymiuk, Kazki po-svojomu e Kazki Andersena dla starych i małych.
Wiktor Stachwiuk ha pubblicato in podlachiano Siva zozula, un saggio etnografico sul suo villaggio natale di Trześcianka, e una raccolta di poesie Bahrovy tień (originali podlachiani con traduzioni in bielorusso). Inoltre, nel 2019-2020 ha serializzato un romanzo interamente in podlachiano, Podych Tjempy - Tom I.